# Zerhoun
Le Zerhoun, aussi Zarhun ou Zarhon, est une montagne du Maroc, au nord de Meknès. La ville de Moulay Idriss Zerhoun, nommée ainsi d'après Idris Ier, fondateur de la dynastie idrisside et inhumé en ce lieu en 791, est située sur la montagne.

## Géographie
Le chaînon comporte deux sections : la première comporte le Zerhoun proprement dit et se prolonge vers Fès par les sommets Nesrani et Kannoufa sur 25 km, la seconde, Bou Kennfoud et Tselfat, est plus étroite et s'étend sur 40 km jusqu'à la vallée du Sebou. Plusieurs sommets dépassent 1 000 m.
Les montagnes se sont formées entre la fin de l'Éocène et celle du Miocène.
Les montagnes sont couvertes de forêts de chênes verts jusqu'à une altitude de 600 m.

## Histoire
Non loin de la montagne se trouvent les vestiges de la ville romaine de Volubilis.

## Activités
Les versants du Zerhoun sont utilisés pour la pâture du bétail mais également pour la culture des céréales, l'implantation de vignes et d'oliveraies.